# برنامه‌نویسی بر پایه پیش‌نمونه
برنامه‌نویسی بر پایه پیش‌نمونه (به انگلیسی: Prototype-based programming) شیوه‌ای از برنامه‌نویسی شئ‌گرا است که کلاس در آن موجود نیست و رفتار استفادهٔ مجدد (که به وراثت در زبان‌های بر پایهٔ کلاس شناخته می‌شود) توسط فرایندی از شبیه‌سازی اشیاء موجود انجام می‌پذیرد. این مدل همچنین به بدون کلاس، پیش‌نمونه‌گرا یا برنامه‌نویسی بر پایهٔ نمونه نیز شناخته می‌شود. دلگیشن (به انگلیسی: Delegation) قابلیت زبانی است که برنامه‌نویسی بر پایهٔ پیش‌نمونه را پیشتیبانی می‌کند.

به عنوان نمونه می شود به زبان های برنامه نویسی جاوا اسکریپت یا پایتون اشاره کرد.